# (825) Tanina
(825) Tanina ist ein Asteroid des Hauptgürtels, der am 27. März 1916 vom russischen Astronomen Grigori Nikolajewitsch Neuimin in Simejis entdeckt wurde.
Die Herkunft des Namens ist unklar.